# فرودگاه وینسنت فیکس
فرودگاه وینسنت فیکس  (به انگلیسی: Vincent Fayks Airport) یک فرودگاه همگانی با کد یاتا OEM است . این فرودگاه در کشور سورینام قرار دارد .